# Prêmio Guarani de Cinema Brasileiro 2017
O Prêmio Guarani de Cinema Brasileiro de 2017 foi a vigésima segunda edição do Prêmio Guarani, organizada pela Academia Guarani de Cinema. Em 2017, vinte e nove longas-metragens receberam indicações ao prêmio registrando um recorde, até então, no número de produções indicadas. Os cinco finalistas de cada categoria foram selecionados pelos 60 membros. A divulgação dos indicados foi feita em parceria com o site Papo de Cinema a partir de 12 de dezembro de 2017.
A homenagem desta edição foi para o ator Paulo José, que recebeu o Guarani Honorário.

## Resumo
A vigésima terceira cerimônia do Prêmio Guarani de Cinema Brasileiro registrou um recorde de produções indicadas em suas categorias. Ao todo, 29 longas-metragens foram finalistas ao prêmio. Isso registra que o rumo do cenário da produção audiovisual brasileiro tem apresentado perspectivas melhores e maior desenvolvimento. Além destes longas, cinco produções internacionais concorrem ao prêmio de Melhor Filme Estrangeiro, com representantes da França, Espanha, Coréia do Sul, Japão e Hungria.
O campeão de indicações da edição foi Aquarius, filme selecionado para a mostra do Festival de Cannes e vencedor do Grande Otelo e Prêmio APCA de melhor filme, somando 12 indicações. O segundo lugar no ranking de indicações foi ocupado por Boi Neon, que recebeu 11 indicações. Elis ocupa a terceira colocação com 9 indicações.

## Vencedores e indicados
Os nomeados para a 22ª edição foram anunciados na página oficial do Papo de Cinema em 12 de dezembro de 2017. Os vencedores estão em negrito.
| Melhor Filme | Melhor Direção |
| --- | --- |
| - Aquarius – Saïd Ben Said, Emilie Lesclaux e Michel Merkt - Boi Neon – Rachel Ellis - Mate-me Por Favor – Vania Catani - O Silêncio do Céu – Rodrigo Teixeira - Para Minha Amada Morta – Aly Muritiba, Antonio Júnior e Marisa Merlo                                                                | - Kleber Mendonça Filho – Aquarius - Aly Muritiba – Para Minha Amada Morta - Gabriel Mascaro – Boi Neon - Juliana Rojas – Sinfonia da Necrópole - Marco Dutra – O Silêncio do Céu |
| Melhor Atriz | Melhor Ator |
| - Sônia Braga – Aquarius como Clara Bragança - Andreia Horta – Elis como Elis Regina - Carla Ribas – Campo Grande como Regina - Gloria Pires – Nise: O Coração da Loucura como Nise da Silveira - Luciana Paes – Sinfonia da Necrópole como Jaqueline                                                | - Juliano Cazarré – Boi Neon como Iremar - Fernando Alves Pinto – Para Minha Amada Morta como Fernando - Leonardo Sbaraglia – O Silêncio do Céu como Mário - Nelson Xavier – A Despedida como Almirante - Paulo Tiefenthaler – O Roubo da Taça como Sérgio Peralta |
| Melhor Atriz Coadjuvante | Melhor Ator Coadjuvante |
| - Maeve Jinkings – Boi Neon como Domingas - Adriana Esteves – Mundo Cão como Dilza - Dani Nefussi – Mãe Só Há Uma como Aracy/Glória - Marcélia Cartaxo – Big Jato como Mãe de Francisco - Mayana Neiva – Para Minha Amada Morta como Raquel                                                          | - Matheus Nachtergaele – Mãe Só Há Uma como Matheus - Fabricio Boliveira – Nise: O Coração da Loucura como Fernando Diniz - Gustavo Machado – Elis como Ronaldo Bôscoli - Irandhir Santos – Aquarius como Roberval - Jesuíta Barbosa – Reza a Lenda como Pica-Pau |
| Melhor Roteiro Original | Melhor Roteiro Adaptado |
| - Aquarius – Kleber Mendonça Filho - Boi Neon – Gabriel Mascaro - Mate-me Por Favor – Anita Rocha da Silveira - Sinfonia da Necrópole – Juliana Rojas - Para Minha Amada Morta – Aly Muritiba | - O Silêncio do Céu – Caetano Gotardo, Lucía Puenzo, Sergio Bizzio, baseados no romance Era El Cielo, de Sergio Bizzio - Através da Sombra – Nelson Caldas, Adriana Falcão, Walter Lima Jr e Guilherme Vasconcelos, baseados no romance A Volta do Parafuso, de Henry James - Big Jato – Hilton Lacerda, baseado no romance homônimo de Xico Sá - O Escaravelho do Diabo – Melanie Dimantas, Ronaldo Santos, baseados no romance homônimo de Lúcia Machado de Almeida - O Filho Eterno – Leonardo Levis, baseado no romance homônimo de Cristóvão Tezza |
| Melhor Documentário | Revelação do Ano |
| - Cinema Novo – Diogo Dahl - A Paixão de JL – Kátia Nascimento, Flávio Botelho - Menino 23: Infâncias Perdidas no Brasil – Maria Carneiro da Cunha - O Futebol – Sergio Oksman - São Paulo em Hi-Fi – Lufe Steffen                                                                                   | - Valentina Herszage – Mate-me Por Favor como Bia - Eduardo Gomes – Sinfonia da Necrópole como Deodato - Lourinelson Vladmir – Para Minha Amada Morta como Salvador - Naomi Nero – Mãe Só Há Uma como Pierre/Felipe - Sandro Aliprandini – Ponto Zero como Ênio |
| Melhor Direção de Fotografia | Melhor Direção de Arte |
| - Boi Neon – Diego Garcia - Aquarius – Pedro Sotero e Fabrício Tadeu - Através da Sombra – Pedro Farkas - Elis – Adrian Teijido - Mate-me Por Favor – João Atala | - Aquarius – Juliano Dornelles e Thales Junqueira - Boi Neon – Maira Mesquita - Elis – Frederico Pinto - Nise: O Coração da Loucura – Uirande Holanda - O Roubo da Taça – Fábio Goldfarb |
| Melhor Figurino | Melhor Maquiagem |
| - Elis – Cristina Camargo - Boi Neon – Flora Rebollo - Nise: O Coração da Loucura – Cristina Kangussu - O Roubo da Taça – David Parizotti - Reza a Lenda – Cássio Brasil | - Elis – Anna Van Steen - O Diabo Mora Aqui – Anita Tagliavini - O Shaolin do Sertão – Cristiano Pires - Reza a Lenda – Tayce Vale - Um Homem Só – Martin Macias Trujillo |
| Melhor Montagem | Melhor Efeito Visual |
| - Cinema Novo – Renato Valone - Aquarius – Eduardo Serrano - Boi Neon – Fernando Epstein e Eduardo Serrano - O Silêncio do Céu – Eduardo Aquino - Para Minha Amada Morta – João Menna Barreto | - Aquarius – Eduardo Amodio - Elis – Vander de Souza, Isabela Ferrari, Sofia Franco - Mais Forte que o Mundo – Sergio Farjalla Jr - O Diabo Mora Aqui – Marcelo Borin - Reza a Lenda – Sergio Farjalla Jr |
| Melhor Som | Melhor Trilha Sonora |
| - Aquarius – Nicolas Hallet e Ricardo Cutz, - Boi Neon – Mauricio d’Orei e Fabian Oliver - Mais Forte que o Mundo – Lia Camargo - Reza a Lenda – Miriam Biderman, Vitor Moraes, Débora Morbi e Ricardo Reis - Sinfonia da Necrópole – Sérgio Abdalla, Gabriela Cunha, Fernando Henna e Daniel Turini | - Aquarius – Mateus Alves - Elis – Otavio de Moraes - Nise: O Coração da Loucura – Jaques Morelenbaum - Pequeno Segredo – Antonio Pinto - Sinfonia da Necrópole – Juliana Rojas, Marco Dutra e Ramiro Murillo |
| Melhor Elenco | Melhor Filme Estrangeiro |
| - Aquarius – Leonardo Lacca e Amanda Gabriel - Boi Neon – Fátima Toledo - Elis – Marcela Altberg - Nise: O Coração da Loucura – Guilherme Gobbi, Dani Pereira - Para Minha Amada Morta – Amanda Gabriel                                                                                              | - Elle – Paul Verhoeven - Julieta – Pedro Almodóvar - Invasão Zumbi – Sang-ho Yeon - Depois da Tempestade – Hirokazu Koreeda - Filho de Saul – László Nemes |

## Estatísticas

### Filmes com mais indicações
| Nomeações | Filme                      |
| --------- | -------------------------- |
| 12        | Aquarius                   |
| 11        | Boi Neon                   |
| 9         | Elis                       |
| 8         | Para Minha Amada Morta     |
| 6         | Nise: O Coração da Loucura |
| 6         | Sinfonia da Necrópole      |
| 5         | Reza a Lenda               |
| 5         | O Silêncio do Céu          |
| 4         | Mate-me Por Favor          |
| 3         | Mãe Só Há Uma              |
| 3         | O Roubo da Taça            |
| 2         | Através da Sombra          |
| 2         | Big Jato                   |
| 2         | Cinema Novo                |
| 2         | Mais Forte que o Mundo     |
| 2         | O Diabo Mora Aqui          |

| Prêmios | Filme       |
| ------- | ----------- |
| 9       | Aquarius    |
| 3       | Boi Neon    |
| 2       | Cinema Novo |
| 2       | Elis        |